# Köster (Unternehmen)
Die Köster-Gruppe ist eine deutsche Unternehmensgruppe aus der Bauwirtschaft mit Hauptsitz in Osnabrück. Die Aktivitäten der zugehörigen Unternehmen Köster GmbH und Baresel Tunnelbau GmbH werden in der Köster Holding SE gebündelt. Sie erbringen Leistungen im Hochbau, im Tiefbau und im Tunnelbau. Mit einem Jahresumsatz von 1,4 Mrd. Euro (2021) gehört die Köster-Gruppe zu den größten Bauunternehmen in Deutschland.

## Geschichte
1938 gründete der 31-jährige Heinrich Köster in Osnabrück das „Heinrich Köster Ingenieurbüro und Tiefbauunternehmen“. Kernaufgaben waren die Erstellung von Planungsentwürfen für Wasserwirtschaftsämter und Kreisbehörden sowie der Bau von Entwässerungsanlagen im Emsland. 1949 wurde das Unternehmen in „Bauunternehmen Heinrich Köster & Sohn GmbH“ umbenannt.

### 1950er bis 1980er Jahre
Mit dem Erwerb des ersten Baggers machte sich das Unternehmen ab Anfang der 1950er Jahre moderne Technik zunutze und bezog 1954 einen neuen Bauhof mit angeschlossener Werkstatt im Osnabrücker Stadtteil Eversburg. Wenige Jahre später erhielt das Unternehmen die Genehmigung zum Bau von Wasserleitungen und stieg mit einem eigenen Straßenfertiger in den Straßenbau ein. Nach dem Tod Heinrich Kösters 1965 wurden die Söhne Dieter und Gerd Köster Inhaber des Unternehmens. Das Geschäft führte der vormalige Mitarbeiter Helmut Hille. 1975 übernahm Dieter Köster nach dem Studienabschluss als Dipl.-Ing. und Dipl.-Wirtschafts-Ing. die Geschäftsführung und begann, das Unternehmen zum Komplettdienstleister in der Bauwirtschaft auszubauen. Mit der Übernahme der Hochbaufirma Becker Bau aus Melle stieg das Unternehmen im Jahr 1984 in den Hochbau ein. 1987 erfolgte neben der Umfirmierung in "Köster Bau GmbH & Co" die Eröffnung der ersten Niederlassung in Bielefeld.

### 1990er Jahre
1991 gliederte das Unternehmen die hundertprozentigen Töchter Becker Bau und Weinrich Bau, die ein Jahr zuvor mit Stammsitz in Münster übernommen worden war, in die "Köster Bau AG & Co." ein. Durch die Akquisitionen der Firmen Gebr. Claussen aus Celle (Tiefbau) im Jahr 1992 und Telge + Eppers aus Braunschweig (Hochbau) im Jahr 1995 wurde die Marktbearbeitung auf die Regionen Hannover und Braunschweig ausgeweitet. 1998 wurde der Köster-Masterplan als Projektsteuerungsinstrument eingeführt.

### 2000er Jahre
2000 erfolgte die Übernahme des Bauunternehmens Baresel aus Stuttgart. Die Köster AG & Co. und die Baresel GmbH operierten bis Ende 2018 eigenständig. 2002 wurde das Unternehmen A. Bücker GmbH & Co. aus Melle übernommen. Die bisherigen Niederlassungen in Melle und Osnabrück wurden an der neuen Verwaltung im Osnabrücker Stadtteil Sutthausen vereint. In den Folgejahren wurden zahlreiche neue Standorte im Norden, Osten und Westen Deutschlands eröffnet. 2006 folgte das erste Kompetenz-Center, das sich auf einen spezialisierten Baubereich konzentrierte. 2009 firmierte das Unternehmen in die "Köster GmbH" um.

### 2010er Jahre
Seit 2011 verbindet das Köster-Prozess-System verschiedene Projektsteuerungsinstrumente zu einem ganzheitlichen Projektabwicklungswerkzeug. Weitere Standorte im Hoch- und Tiefbau sowie für die Kompetenz-Center Logistikimmobilien und Wohnungsbau wurden eröffnet. 2017 wurden das Bauunternehmen Völkel + Heidingsfelder (V+H) aus Nürnberg sowie das Ingenieurbüro Winkels Behrens Pospich Ingenieure für Haustechnik GmbH aus Münster übernommen. Seit 2019 tritt die Köster-Gruppe im Hochbau und Tiefbau mit der Köster GmbH einheitlich unter der Marke Köster auf. Für das Segment Tunnelbau in der Region D-A-CH bleibt die Marke Baresel in Form der Baresel Tunnelbau GmbH bestehen. 2019 stieg mit Nils Köster die dritte Generation der Familie Köster in die Geschäftsführung des Unternehmens ein.

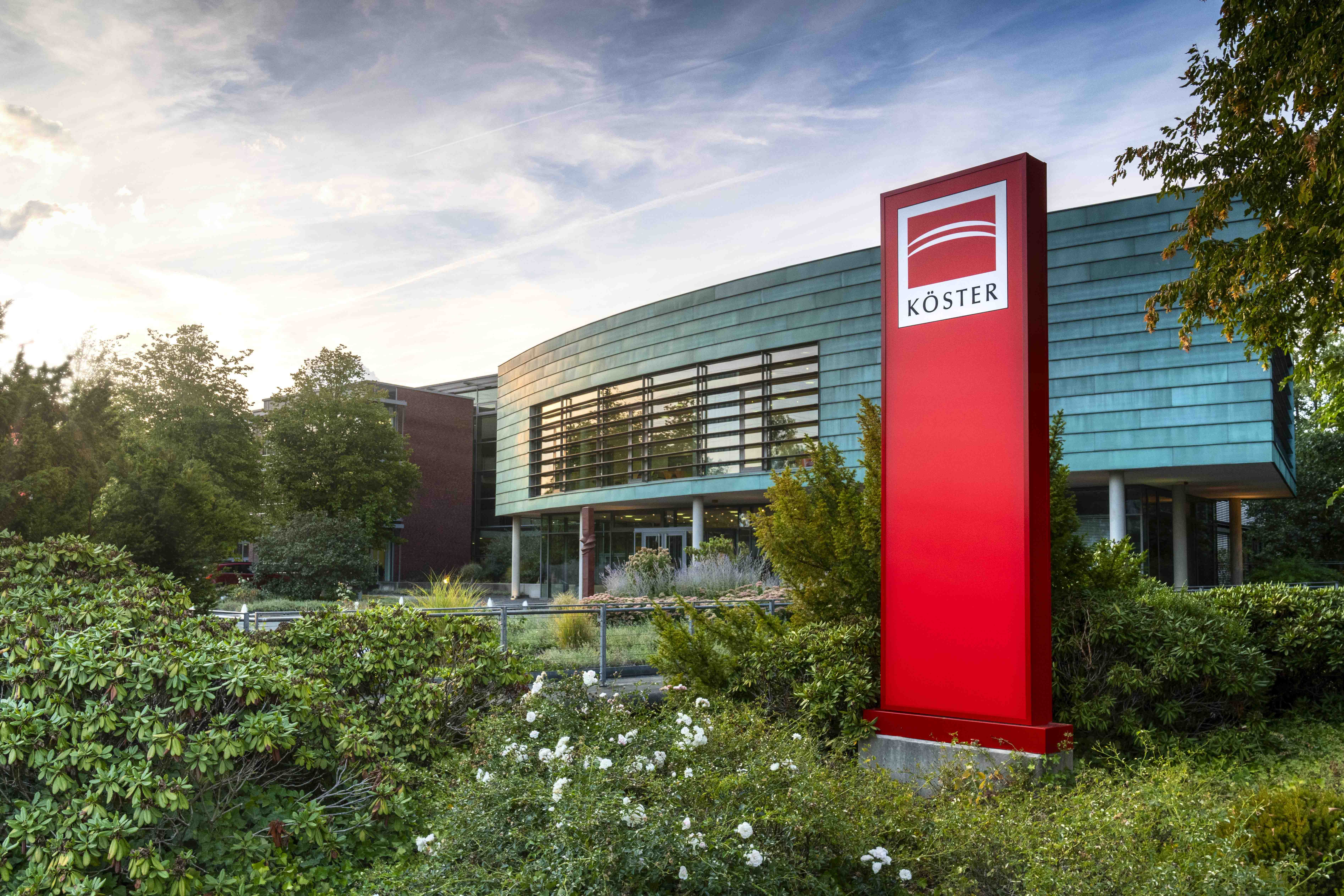
Der Stammsitz der Köster-Gruppe im niedersächsischen Osnabrück.

## Tätigkeit
Die der Köster-Gruppe zugehörigen Unternehmen planen und bauen in den Bereichen Hochbau, Tiefbau und Tunnelbau. Ergänzend zur Projektrealisierung werden neben der Planung der technischen Gebäudeausrüstung weitere bauergänzende Leistungen erbracht.

### Köster GmbH
- Industriegebäude und Produktionshallen, Logistikhallen, Wohnungsbau, Büro- und Verwaltungsgebäude, Geschäfts- und Wohngebäude, Kliniken und Ärztehäuser, Fachmarktzentren und Einkaufszentren, Sportstätten und Veranstaltungshallen, Fußballstadien, Hotelgebäude, Parkhausimmobilien, Studentenwohnheime, Alten- und Pflegeheime
- Tiefbau: Deponiebau/Altlastensanierung, Erdbau, Infrastruktur, Außenanlagen/Logistik
- Kompetenz-Center: Logistikimmobilien, Wohnen, Rohrleitungsbau, Spezialtiefbau, Umwelttechnik
- TGA: Planungsleistungen für Technische Gebäudeausrüstung
- Bauergänzende Leistungen: Architektur, bautechnische Optimierung, Planung, Planungssteuerung

### Baresel Tunnelbau GmbH
- Tunnel, Schächte und Kavernen
- Konventioneller Vortrieb: Lockergesteinsvortrieb, Hartgesteinsvortrieb, Sondervortriebsverfahren
- Maschineller Vortrieb: Hartgesteinsvortrieb, Lockergesteinsvortrieb

## Unternehmensstruktur
Die Köster-Gruppe beschäftigt an 21 Standorten rund 2.000 Mitarbeiter. Hauptsitz des Unternehmens ist Osnabrück. Weitere Standorte befinden sich in Augsburg, Berlin, Bielefeld, Braunschweig, Bremen, Chemnitz, Dresden, Erfurt, Frankfurt, Gießen, Hamburg, Hannover, Kiel, Leipzig, Mannheim, Mülheim/Ruhr, München, Münster, Nürnberg und Stuttgart.